# Andriukaitis
Andriukaitis ist ein litauischer männlicher Familienname, abgeleitet vom litauischen Vornamen Andrius.

## Weibliche Formen
- Andriukaitytė (ledig)
- Andriukaitienė (verheiratet)

## Personen
- Juras Andriukaitis (* 1951), Politiker, Vizebürgermeister von Šiauliai
- Martynas Andriukaitis (1981–2014),  Basketballspieler
- Vytenis Andriukaitis (* 1951), Chirurg und Politiker, Gesundheitsminister Seimas–Mitglied